# Furchenzahn-Waldmaus
Die Furchenzahn-Waldmaus (Leimacomys buettneri) ist eine Nagetierart aus der Familie der Langschwanzmäuse (Muridae). Sie ist durch ihre umstrittene systematische Stellung bemerkenswert, allerdings nur von zwei 1890 gefundenen Exemplaren bekannt und möglicherweise bereits ausgestorben.
Der Artzusatz im wissenschaftlichen Namen ehrt den deutschen Tiersammler Oscar Alexander Richard Buettner.

## Merkmale
Die gefundenen Exemplare hatten eine Kopfrumpflänge von 11,8 Zentimetern und einen 3,7 Zentimeter langen Schwanz. Ihr Fell war an der Oberseite dunkelbraun gefärbt, die Schulterregionen waren hellbraun und die Unterseite gräulich. Die Füße und die Ohren waren mit Haaren bedeckt, der auffallend kurze Schwanz hingegen unbehaart. Die Zehen, insbesondere an der Hinterbeinen, endeten in langen, scharfen Krallen.
Die Schneidezähne waren leicht gefurcht, pro Kieferhälfte waren außerdem drei Molaren vorhanden, insgesamt hatte das Tier also 16 Zähne. Das Gebiss deutet auf eine insektenfressende Ernährung hin.

## Fund- und Forschungsgeschichte
Die beiden Exemplare wurden 1890 in einem Waldgebiet im zentralen Teil Togos (damals eine deutsche Kolonie) gefunden und werden heute im Berliner Museum für Naturkunde aufbewahrt. 
Ihre systematische Stellung ist unklar: Die Art wurde nach ihrer Erstbeschreibung häufig zwischen verschiedenen Taxa hin- und hergeschoben. Meist wurde sie den Baummäusen (Dendromurinae) zugeordnet, manchmal auch den Altweltmäusen (Murinae) oder als Verwandte der Mähnenratten (Lophiomyinae) betrachtet, wobei die Ähnlichkeiten mit diesen nur auf Konvergenz beruhen dürften. Der Bau der Zähne zeigt wiederum Ähnlichkeiten mit dem der Rennmäuse (Gerbillinae).
In Mammal Species of the World (2005) wird sie schließlich in eine eigene Unterfamilie, Leimacomyinae, eingeordnet, wobei die Vorläufigkeit dieser Einteilung betont wird. Genetische Untersuchungen aus dem Jahr 2025 unterstützen die Eigenständigkeit dieser Unterfamilie und weisen die Deomyinae als Schwestergruppe aus.

## Gefährdung
Seit 1890 wurde kein Exemplar dieser Art mehr gesichtet. Verschiedene Quellen halten sie bereits für ausgestorben; andere Theorien meinen, dass es nie ausführliche Nachforschung gegeben hat und dass die Furchenzahn-Waldmaus in kleinen Gebieten in Togo oder Ghana durchaus noch leben könnte. Die IUCN listet sie unter „zu wenig Daten vorhanden“ (data deficient).